# جاستین رالی
جاستین رالی (انگلیسی: Justin Raleigh) چهره‌پرداز اهل ایالات متحده آمریکا است.
وی همچنین برندهٔ جوایزی همچون جایزه اسکار بهترین چهره‌پردازی و آرایش مو شده‌است.